# Маррей, Нил
Фи́лип Нил Мюррей (англ. Philip Neil Murray; род. 27 августа, 1950, Эдинбург, Шотландия) — британский бас-гитарист, игравший в группах Cozy Powell's Hammer, Colosseum II, National Health, Whitesnake, c Гэри Муром, MGM, Black Sabbath, c Брайаном Мэем, c Питером Грином, Michael Schenker Group.
Свою первую группу Slap Happy и Dum-Dums организовал со школьными друзьями в 1967 году. Первоначально играл на ударных. Его музыкальные вкусы в середине 1960-х были под сильным влиянием таких исполнителей, как Джефф Бек, Эрик Клэптон и Джек Брюс, а затем Motown, Джеймс Джеймерсон и Тим Богерт из Vanilla Fudge, Cactus и Beck, Bogert & Appice. Маррей перешёл на бас незадолго до начала обучения графическому дизайну в Лондонском колледже печати.
В 1973 году Нил недолгое время играл в Gilgamesh, джаз-фьюжн-группе, возглавляемой Аланом Гоуэном. После ухода из неё Маррей гастролировал в США с Джуниором Хэнсоном по рекомендации бас-гитариста Джеффа Бэка Клайва Чапмана.
В 1974-1975 годах играл в группе Cozy Powell's Hammer. Там же играли Дон Эйри и Берни Марсден. После того как Кози Пауэлл решил распустить группу Hammer, Маррей и Эйри присоединились к обновлённой версии британской джаз-роковой группы Colosseum, названной Colosseum II и возглавленной барабанщиком Джоном Хайсмэном.
В настоящее время совместно с David Young, Elliott Ware, Brian Greene и “The Duchess” организовал совместный проект под названием "Space Elevator".

## Дискография
Hanson
- Hanson (1974)

Colosseum II
- Strange New Flesh (1976)

National Health
- National Health (1977)

Whitesnake
- Live at Hammersmith (1978)
- Snakebite (1978)
- Trouble (1978)
- Lovehunter (1979)
- Ready an' Willing (1980)
- Live...In the Heart of the City (1980)
- Come an' Get It (1981)
- Saints & Sinners (1982)
- Slide It In (US release) (1984)
- Whitesnake (1987)

Gogmagog
- I Will Be There (1985)

Vow Wow
- V (1987)
- Helter Skelter (1988)

Black Sabbath
- Tyr (1990)
- Forbidden (1995)

The Brian May Band
- Live at Brixton Academy (1993)

Peter Green Splinter Group
- Peter Green Splinter Group (1997)
- The Robert Johnson Songbook (1998)

Company of Snakes
- Here We Go Again (2001)
- Burst the Bubble (2002)

Empire
- Hypnotica (2001)
- Trading Souls (2003)
- The Raven Ride (2006)
- Chasing Shadows (2007)

Rondinelli
- Our Cross, Our Sins (2002)

M³
- Classic 'Snake Live Volume 1 (2003)

Wolfpakk
- Wolfpakk (2011)

Роджер Тейлор
- Fun on Earth (2013)